# Нова Зеландія на літніх Олімпійських іграх 2000
Нова Зеландія брала участь у Літніх Олімпійських іграх 2000 року у Сіднеї (Австралія) у двадцять перший раз за свою історію, і завоювала одну золоту та три бронзові медалі.

## Золото
- Академічне веслування, чоловіки — Роб Водделл

## Бронза
- Вітрильний спорт, жінки — Барбара Кендалл.
- Вітрильний спорт, чоловіки — Аарон Макінтош.
- Кінний спорт, чоловіки — Марк Тодд.